# St. Remigius (Pronsfeld)

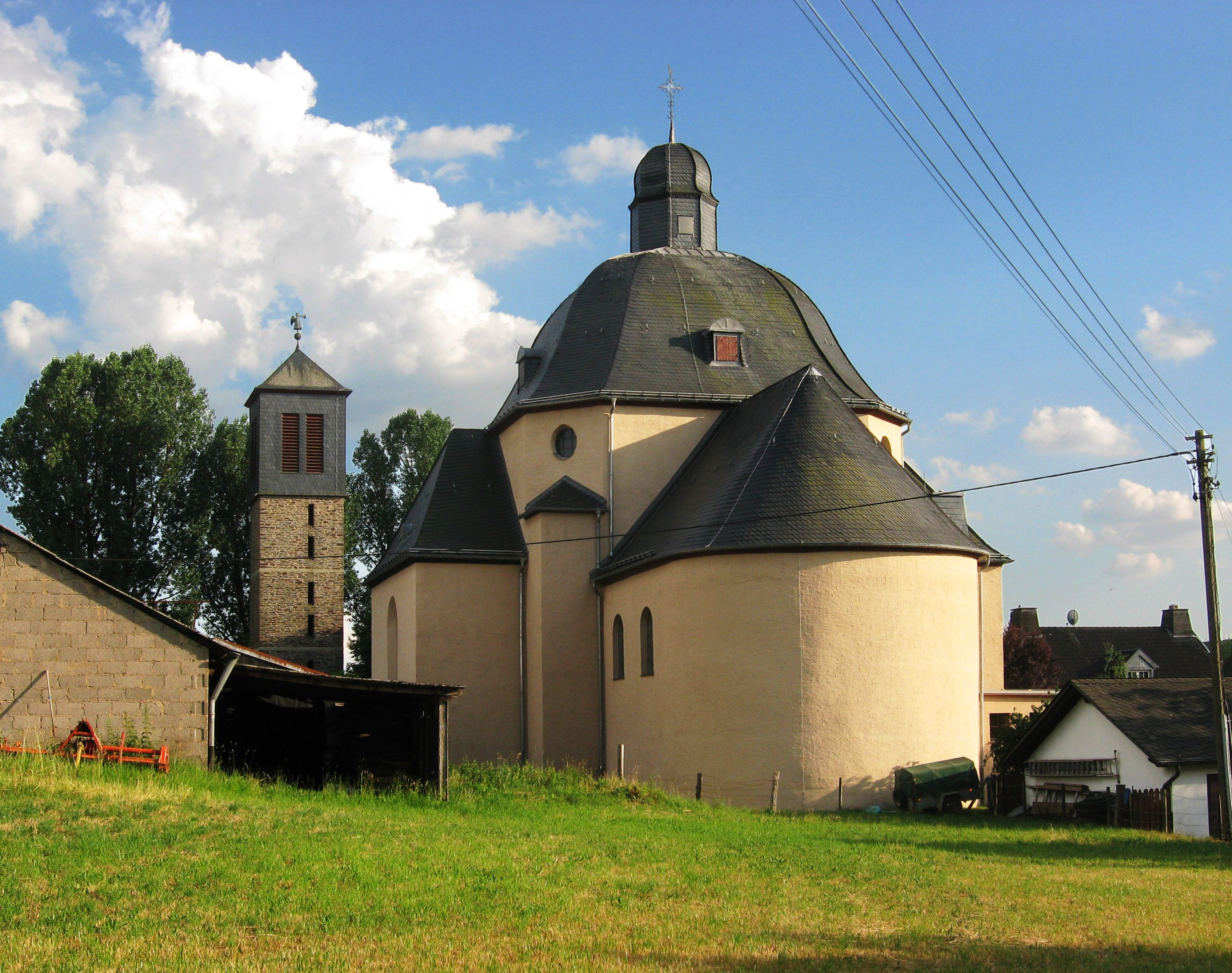
St. Remigius in Pronsfeld

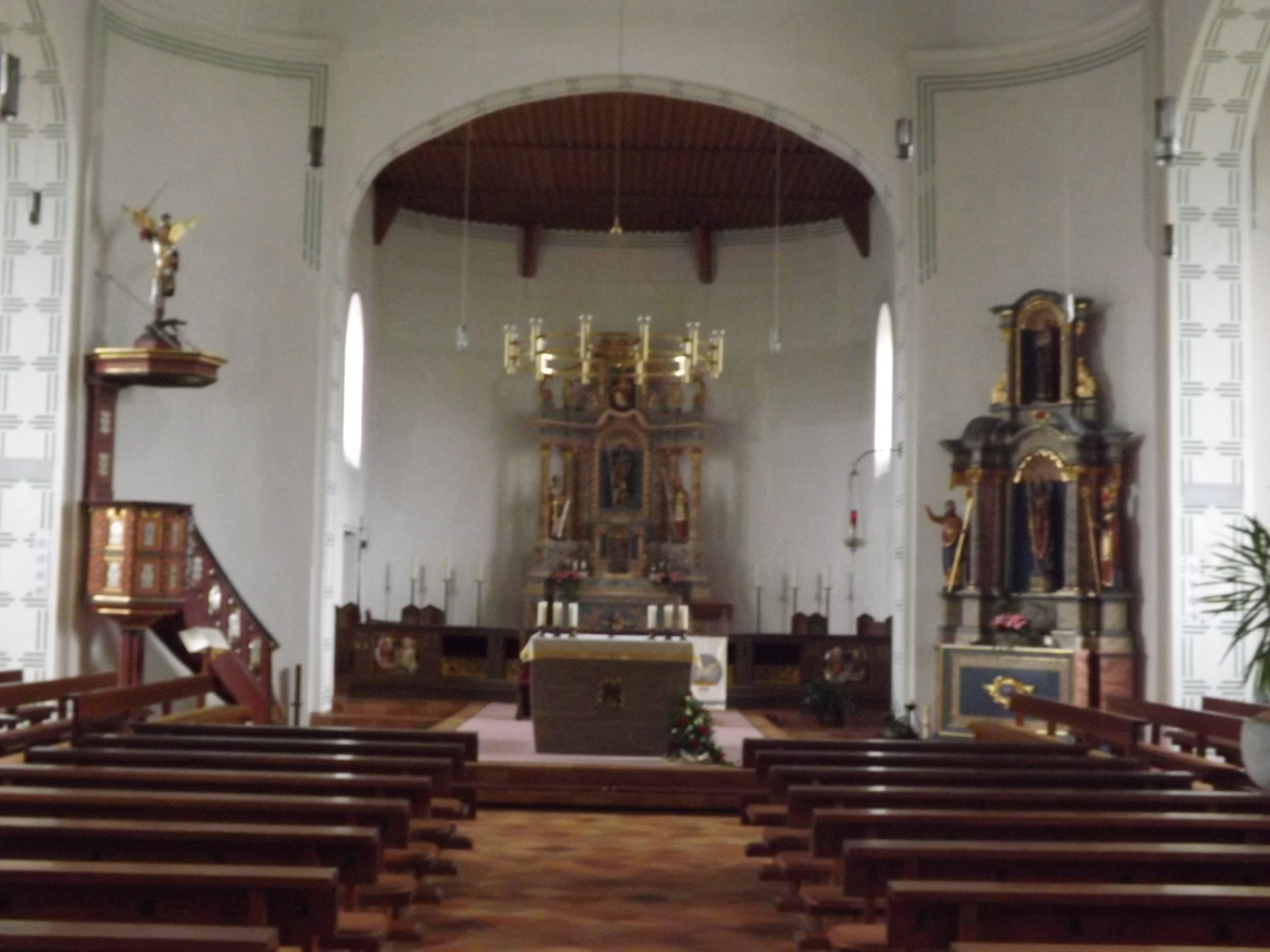
Innenraum

Die Kirche St. Remigius ist die römisch-katholische Pfarrkirche der Ortsgemeinde Pronsfeld im Eifelkreis Bitburg-Prüm (Rheinland-Pfalz).

## Geschichte
An Stelle der heutigen Remigiuskirche befand sich bis zum Jahr 1921 eine Antoniuskapelle. Diese Kapelle wurde im Jahr 1889 errichtet. Da die alte Pfarrkirche zu klein geworden war, beschloss man, die Antoniuskapelle zu erweitern und diese erweiterte Kapelle zur neuen Pfarrkirche zu erheben. Im Jahr 1921 wurde schließlich nach Beseitigung des Chores eine überkuppelte Vierung und ein neuer Chor nach Plänen des Architekten Eduard Endler im Baustil des Neobarock an das bestehende Langhaus der Kapelle angebaut. Im Zweiten Weltkrieg wurde die Kirche so beschädigt, dass Teile der Gewölbe einstürzten. Diese wurden nach dem Krieg durch eine einfache Holzdecke ersetzt. Im Jahr 1962 wurde der freistehende Glockenturm errichtet.

## Ausstattung

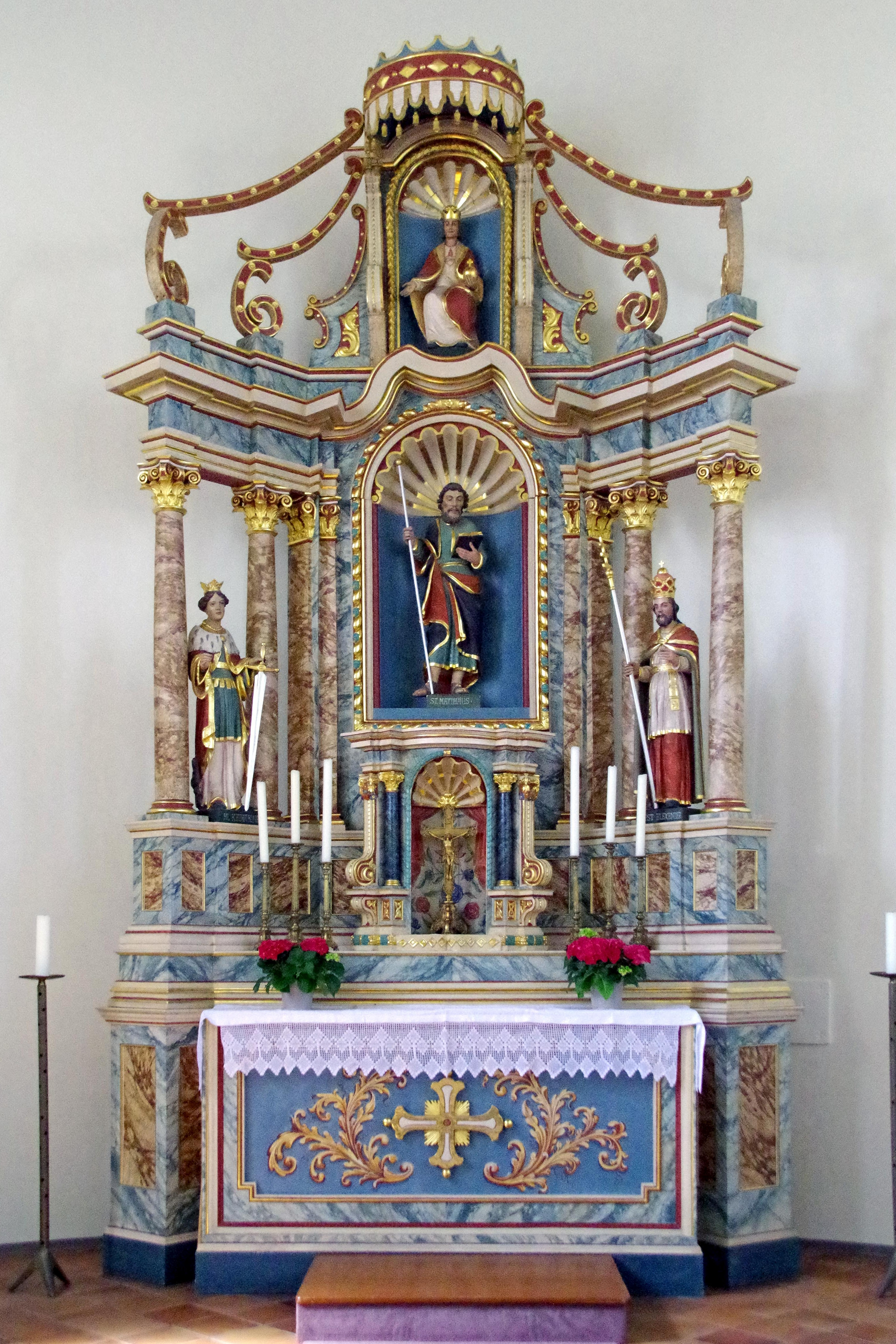
Hochaltar
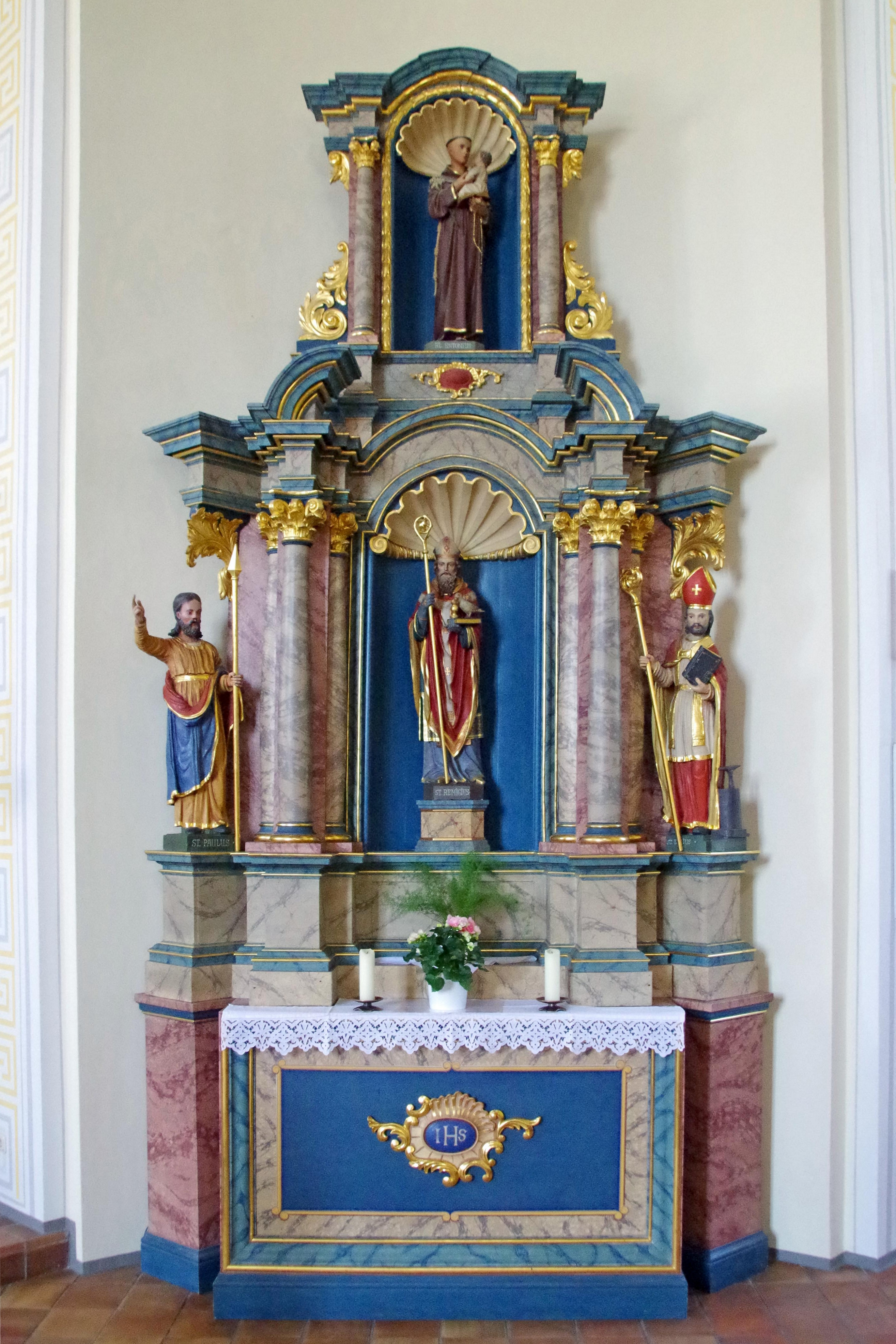
Seitenaltar
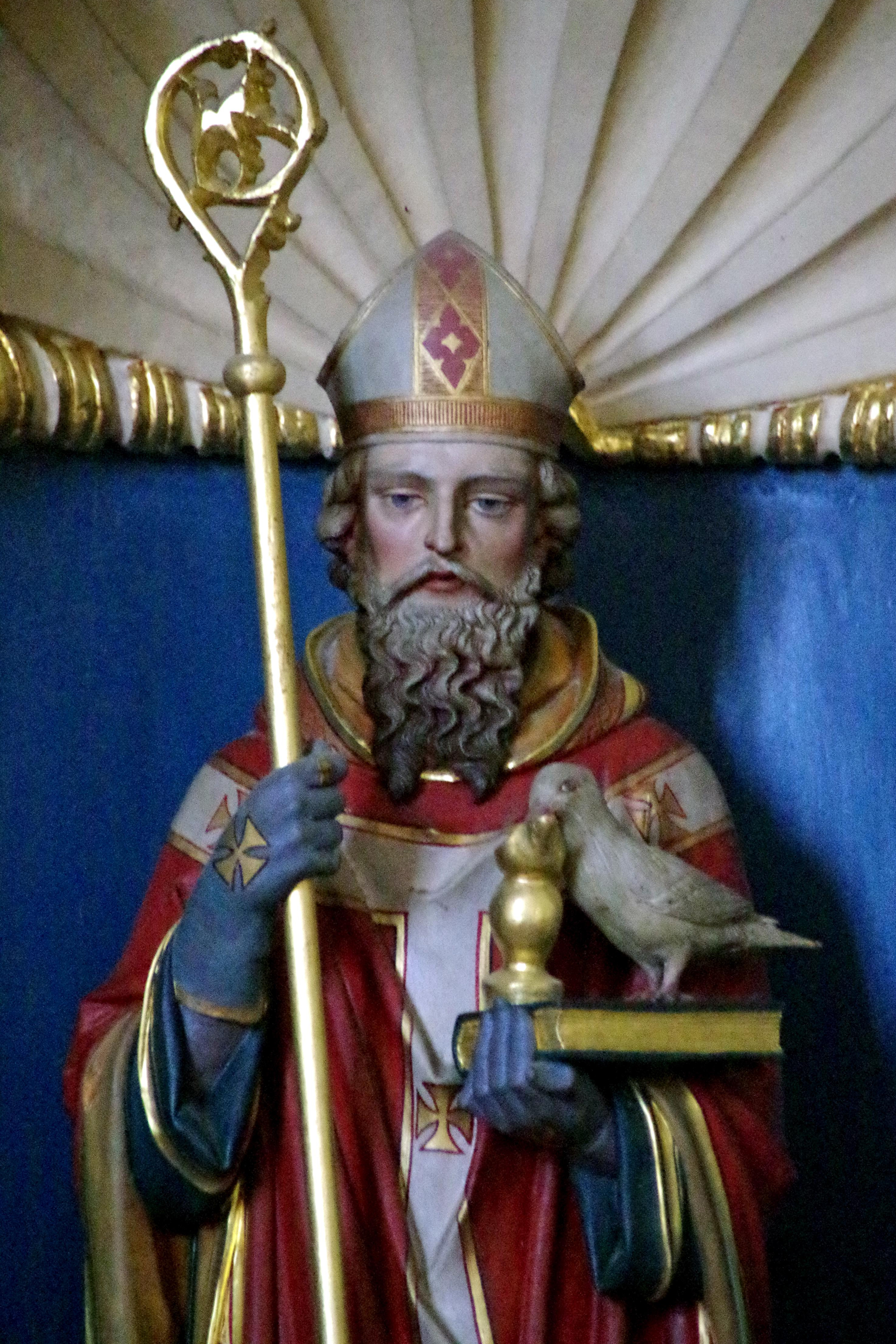
St. Remigius-Statue
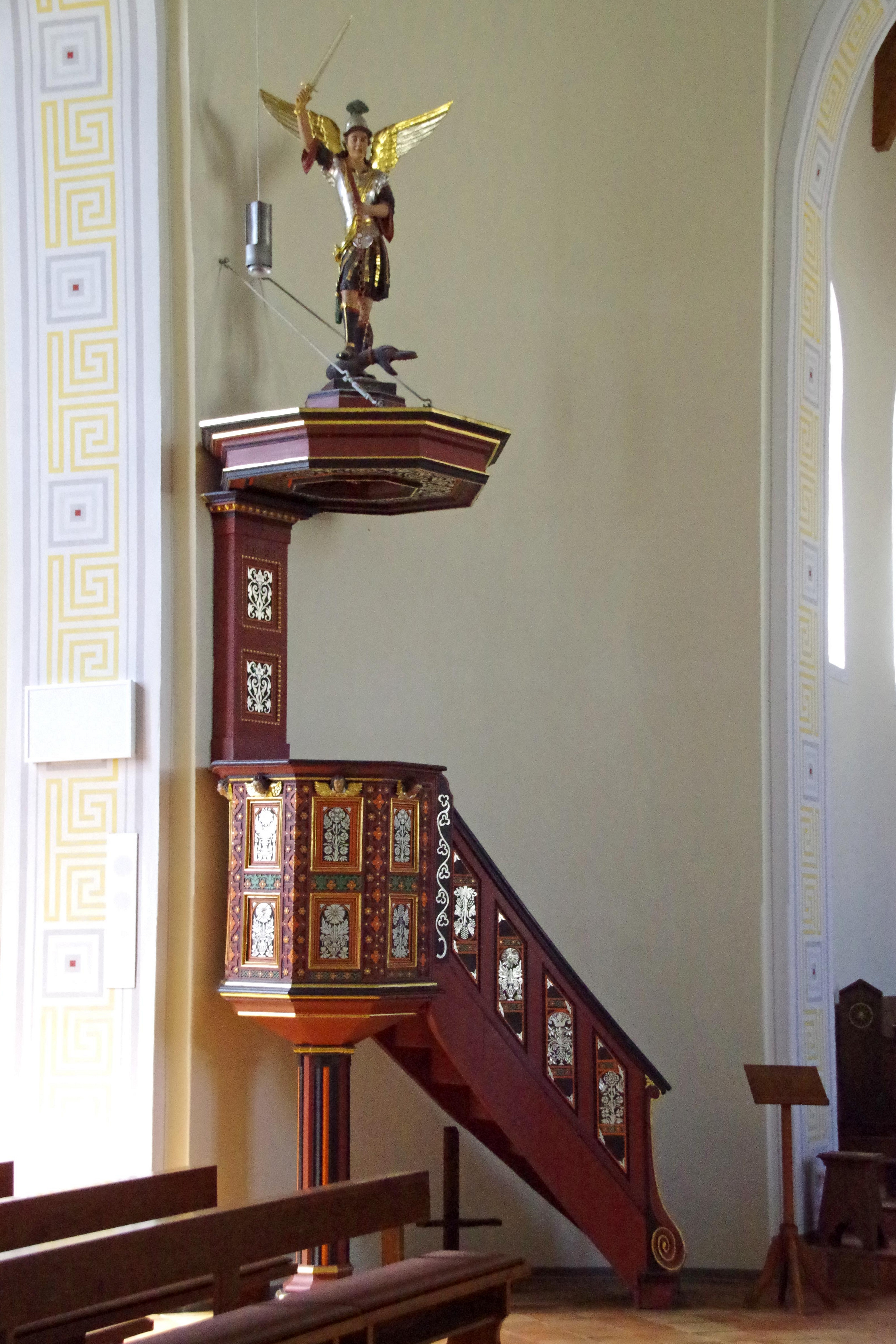
Kanzel (1623)
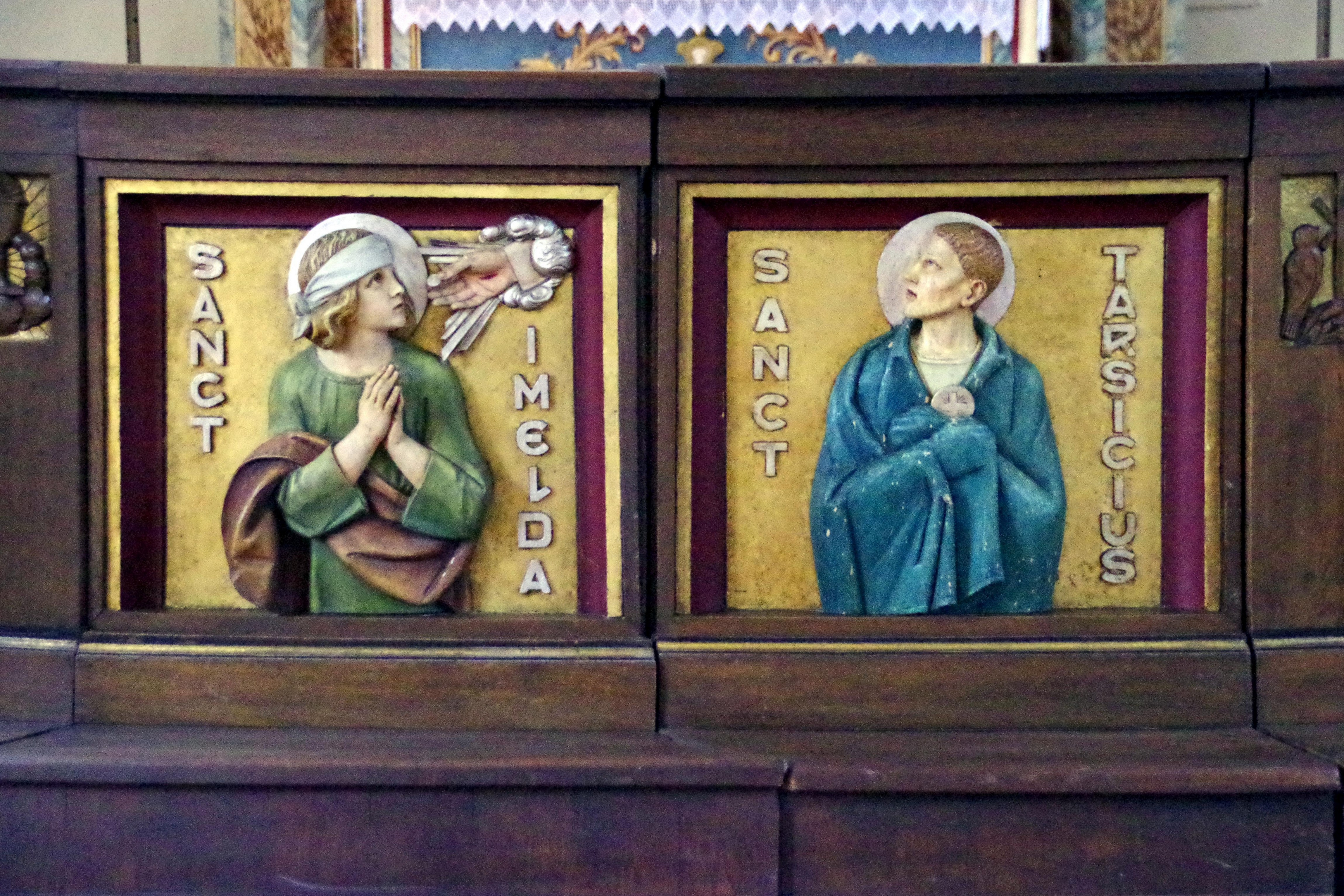
Kommunionbank
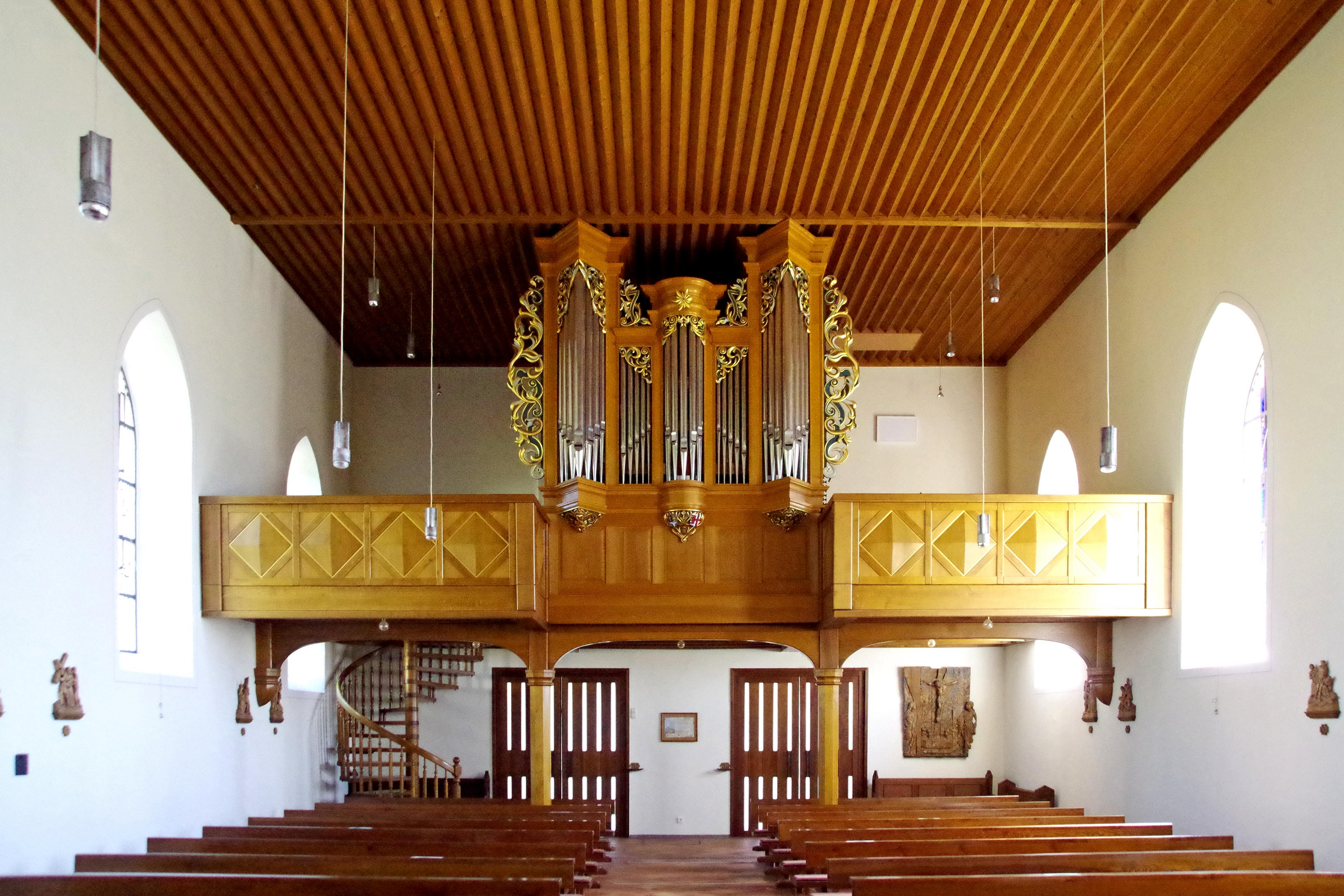
Orgelempore

In der Kirche befinden sich zwei barocke Altäre, die nach 1921 von der alten in die neue Kirche überführt worden sind. Ursprünglich befand sich noch ein dritter Barockaltar in der Kirche. Dieser Hochaltar wurde jedoch im Zweiten Weltkrieg vermutlich durch das herabfallende Gewölbe zerstört. So wurde der linke Nebenaltar im Chorraum aufgestellt und dient seit dem Krieg als neuer Hochaltar. Neben diesen Altären befinden sich auch noch eine Kanzel aus dem Jahr 1623 und eine reich verzierte Kommunionbank im Kircheninnern.